# سواقط الفاتحة
سواقط الفاتحة هي سبعة حروف أبجدية عربية غير موجودة في سورة الفاتحة وهي الثاء والجيم والخاء والزاي والشين والظاء والفاء  وتكتب بترتيب ف ج ش ث ظ خ ز. المجمعة في كلمة فجش ثظخز